# 둥근비늘새치
둥근비늘새치(Tetrapturus georgii)는 돛새치목 돛새치과에 속하는 물고기이다. 몸길이는 1.8m에 몸무게는 21kg인 대형어류에 속한다.

## 특징과 먹이
둥근비늘새치는 다른 새치류와 대비되는 독특한 차이점이 있는 어종이다. 등지느러미는 2개가 아닌 하나로 통합되어 이어져 있고 등지느러미의 앞부분이 매우 높게 솟구쳐 있으며 배지느러미는 2개이지만 제1배지느러미가 아래로 매우 솟구쳐 있다. 또한 이름처럼 둥근비늘을 가지고 있으며 몸의 윗부분은 암청색이고 그 아래의 몸부분은 백색으로 이뤄져 있다. 먹이로는 멸치, 청어, 정어리 등의 작은물고기와 오징어와 같은 두족류, 갑각류를 먹는 육식성의 어류이다.

## 서식지와 어획
둥근비늘새치는 주로 대서양에 서식하며 북아메리카, 유럽의 포르투갈, 남아메리카, 아프리카의 연안에서 주로 서식한다. 수심 0~150m에 주로 서식하는 표해수대의 어류이며 가끔씩 지중해에서도 발견이 되는 어종이다. 대서양의 국가들은 둥근비늘새치를 잡아서 식용으로 사용하기도 한다.

## 같이 보기
- 돛새치목
- 돛새치과